# Agujero de Rata de Chicago
El agujero de Rata de Chicago es un agujero con forma de rata en la banqueta de West Roscoe Street en el área de Roscoe Village de Chicago, Illinois, Estados Unidos. Después de existir por décadas, en enero de 2024 se convirtió en un fenómeno viral de internet, principalmente en Twitter, convirtiéndose en un nuevo atractivo turístico.
El New York Times lo ha descrito como el "Stonehenge" de Chicago, pues sus orígenes son inciertos.

## Historia
| Gatorade Should Be Thicker. | Twitter |
| @WinslowDumaine             |         |

             Had to make a pilgrimage to the Chicago Rat Hole
         

        2024-01-06

El agujero llamó la atención mundial el 6 de enero de 2024, gracias a un tuit del comediante y escritor radicado en Chicago Winslow Dumaine. Su publicación rápidamente se viralizó. Lo que provocó que muchos chicagüenses comenzaran a visitar el agujero, en lo que se ha descrito como una "peregrinación" del siglo XXI. Los viajes al agujero se han desarrollado con el objetivo de hacerle ofrendas y regalos, como monedas, flores, velas, queso, cigarrillos, alcohol, juguetes para niños, alimentos y pastillas de estradiol.A pesar de su más reciente popularidad, según los locales, el agujero ha existido por al menos entre 20 y 30 años.
El agujero fue tapado con una sustancia misteriosa por un desconocido el 19 de enero de 2024. En consecuencia, los residentes locales intentaron excavar el agujero a mano y con raspadores de automóviles y placas de matrícula. Finalmente, una mujer sin identificar limpió el agujero y lo devolvió a su estado original.

## Debate sobre el origen del agujero
Hay dudas respecto al origen del agujero. En principio no hay certeza sobre la especie del animal que originó el agujero. Hay dudas de si fue una rata la que cayó en el cemento fresco o una ardilla, postura respaldada por los chicagüenses. El director del Instituto de Vida Urbana Silvestre del Zoológico de Lincoln Park, Seth Magle, cree que lo más probable es que una ardilla haya caído de un árbol sobre el cemento húmedo. El director considera tres argumentos en favor de esta hipótesis: el primero es que es más probable que se tratara de un animal que cayó de un árbol, actividad común entre las ardillas pero no entre las ratas; el segundo es que el impacto se produjo cuando el cemento aún estaba húmedo lo que suele ser durante el día y las ratas son animales nocturnos. Por último, Magle toma en cuenta la opinión de los lugareños, quienes parecen dudar de que se trate de una rata. Igualmente, Magle argumenta que la delgadez de la huella de la cola –utilizada por algunos como argumento en favor de que sea una rata– no es un buen argumento pues el pelaje no siempre deja marcas.En apoyo de esta teoría, un residente afirmó que había existido un roble encima de esa sección de la acera que desde entonces ha sido talado.

## Reacción política
El 10 de enero de 2024, Ann Williams, representante local del distrito 11 de Illinois, publicó un vídeo promocionando el agujero como nuevo atractivo turístico, con el nombre de "la joya del distrito 11". Tras los acontecimientos del 19 de enero de 2024, en los que el agujero se llenó parcialmente con una sustancia desconocida, Ann Williams publicó un vídeo en el que decía "estamos conmocionados y afligidos" por la noticia y "seguimos con atención la situación en desarrollo".

## Galería

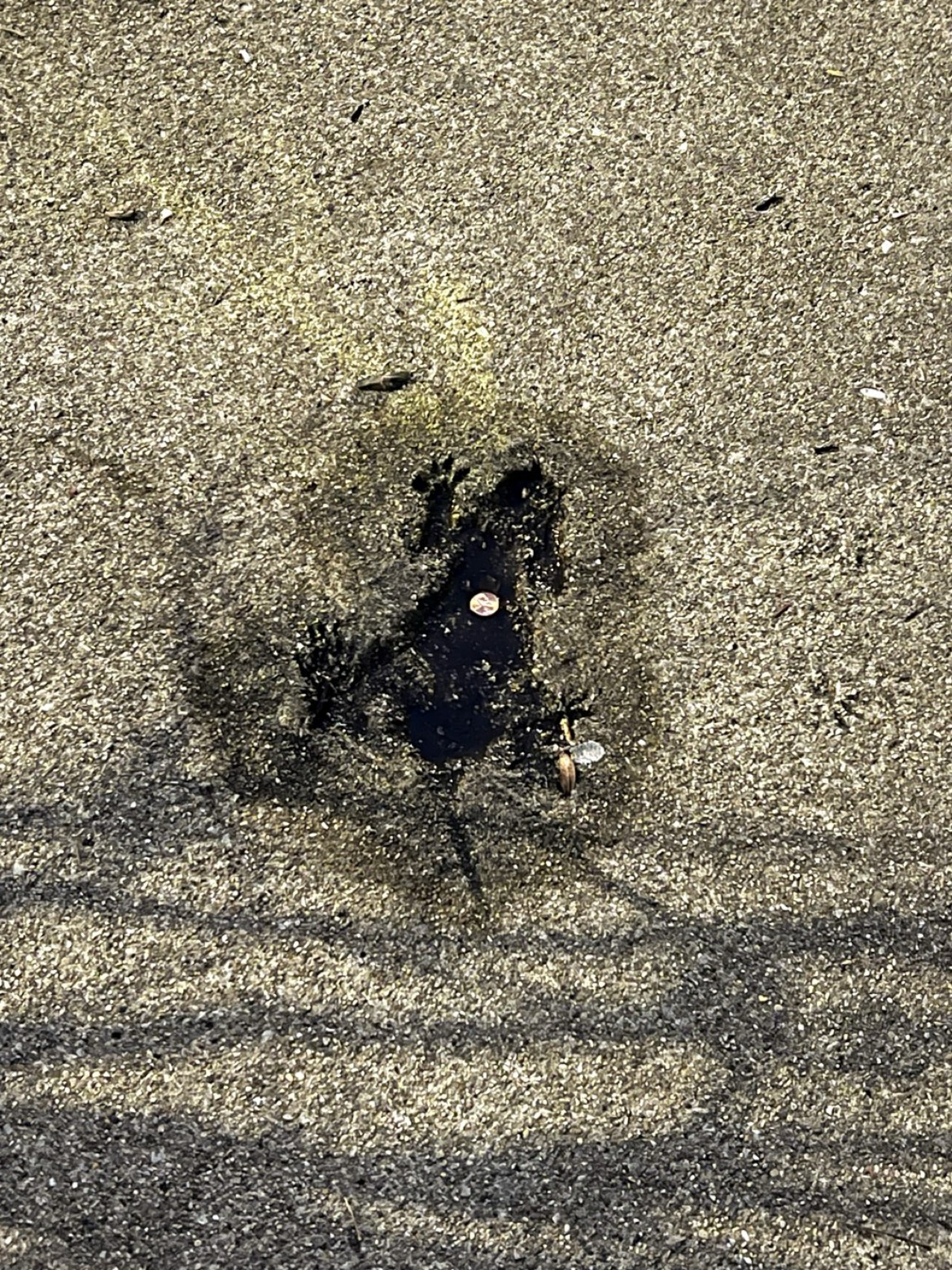
El agujero el 7 de enero de 2024, poco tiempo después de que el fotógrafo posicionara su primer centavo.
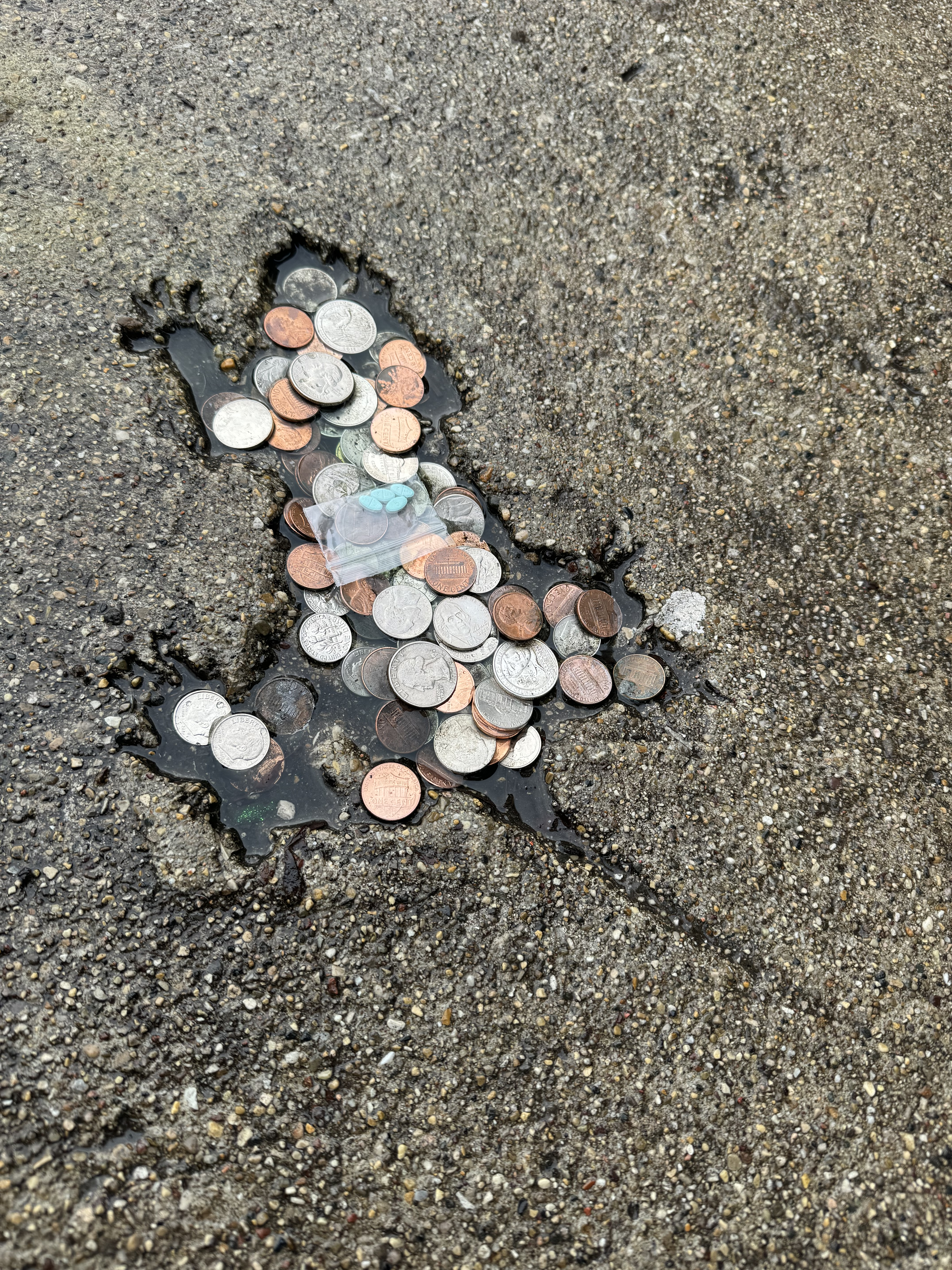
El agujero el 13 de enero de 2024, llenado con monedas y una bolsa de pastillas de estradiol.
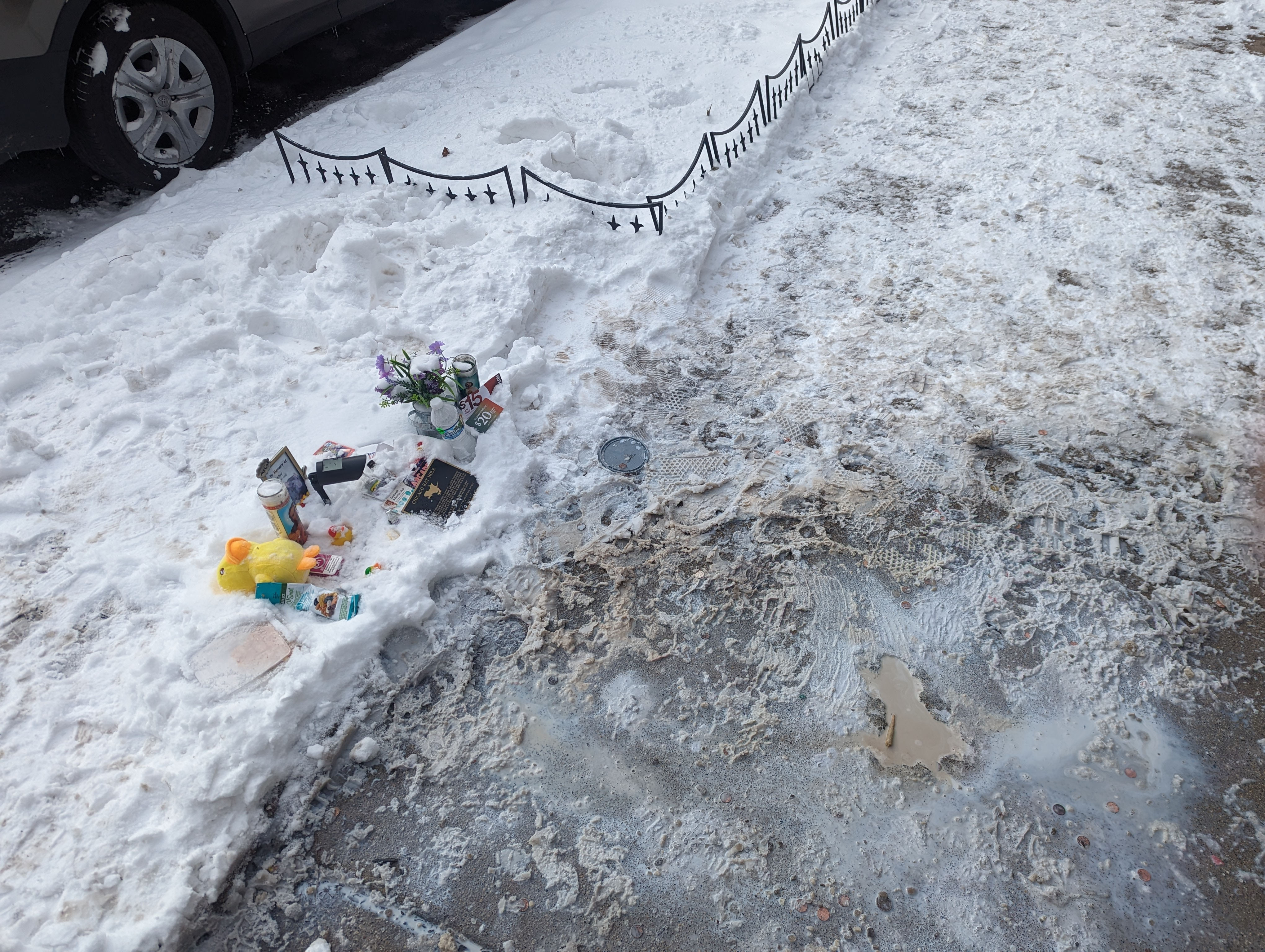
El agujero el 19 de enero de 2024 poco tiempo después de ser rellenado.
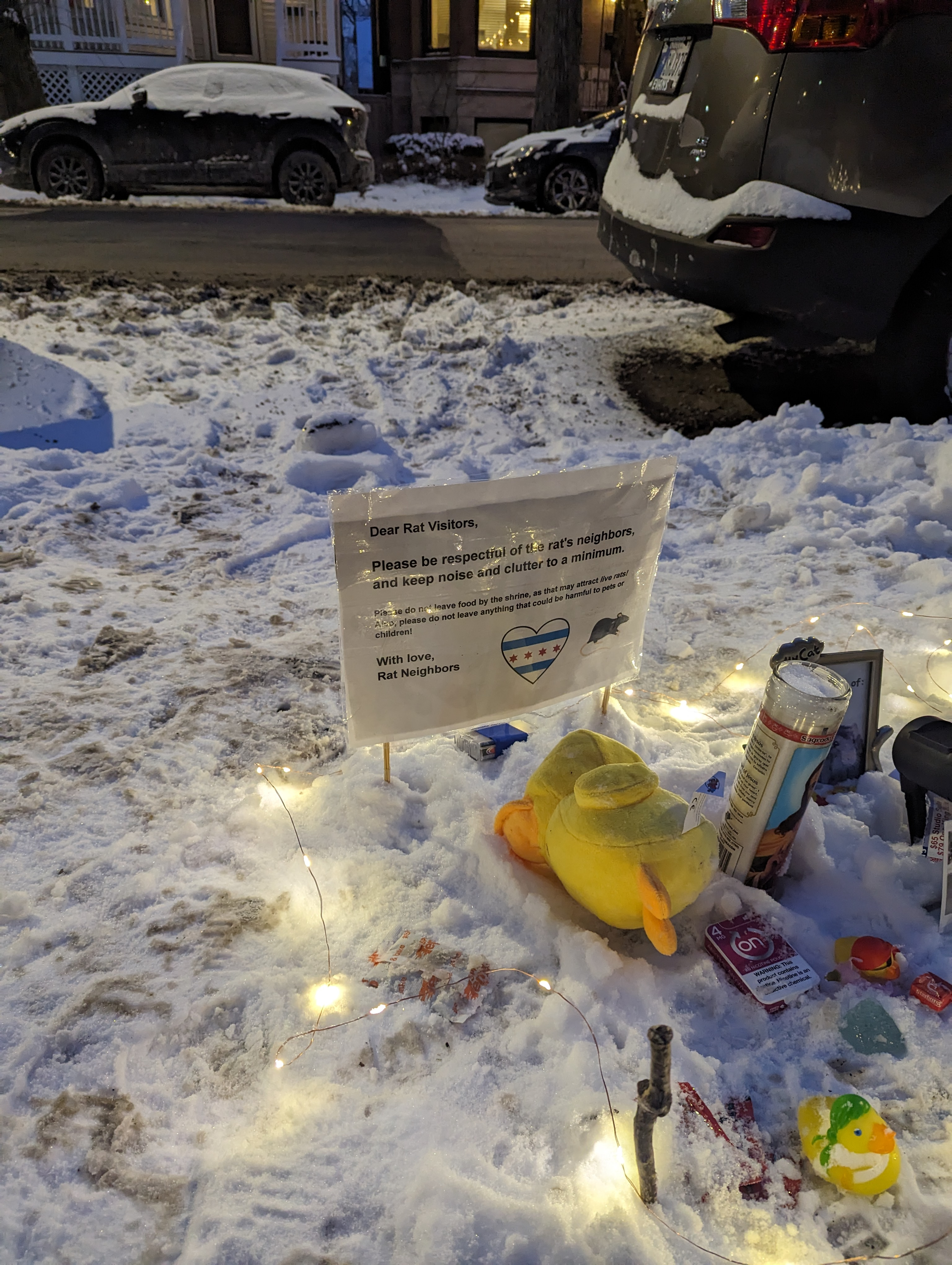
Señalización puesta por los locales, solicita a los peregrinos que no ofrezcan comida y mantengan el ruido al mínimo..
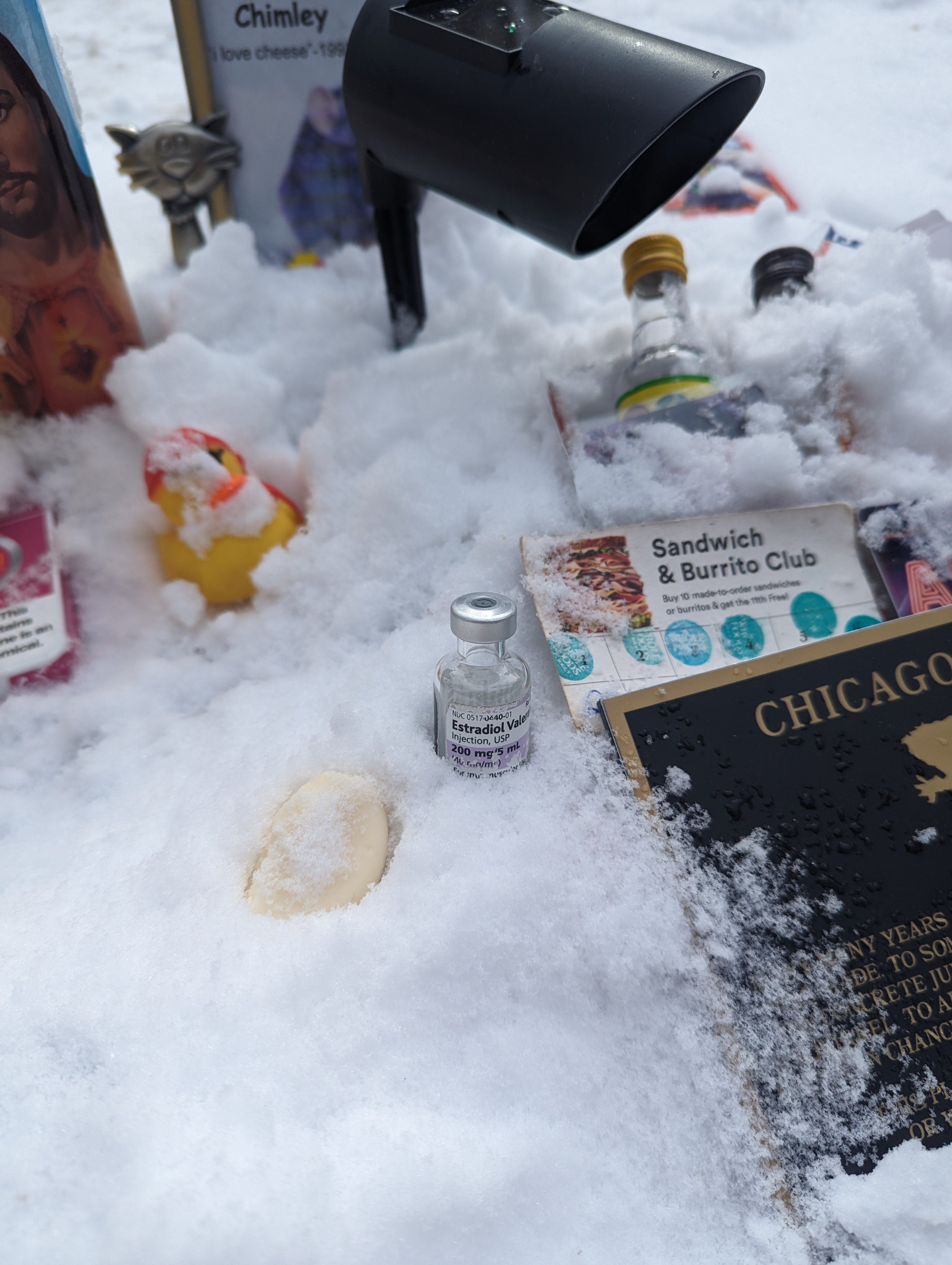
Después de la popularidad virtual de las pastillas de estradiol ofrecidas el 13 de enero, un frasco de estradiol inyectable fue colocado en la ofrenda el 19 de enero.